# Liste der Naturdenkmale in Hof (Westerwald)
Die Liste der Naturdenkmale in Hof nennt die im Gemeindegebiet von Hof ausgewiesenen Naturdenkmale (Stand 13. Juni 2024).

## Ehemalige Naturdenkmale
| Nr. | Bezeichnung        | Lage                                         | Beschreibung                                          | Bild                                    |
| --- | ------------------ | -------------------------------------------- | ----------------------------------------------------- | --------------------------------------- |
|     | Herzog-Adolf-Buche | westlich des Ortes; Abteilung Höferheck Lage | Fagus sylvatica; Rechtsverordnung vor 2009 aufgehoben | Direkt Bild zu diesem Denkmal hochladen |